# Paonias macrops
Paonias macrops är en fjärilsart som beskrevs av Gehlen. 1933. Paonias macrops ingår i släktet Paonias och familjen svärmare. Inga underarter finns listade i Catalogue of Life.